# 汪達 (官員)
汪达（？—？），清朝人，是一名清朝政治人物。
汪达曾于咸丰年间（1851年－1861年）接替金万清任延平府知府一职，咸丰十年四月（1860年）由杨福五接任。